# 聶應科
聶應科（？—？），字廷傑，號惕吾，江西瑞州府上高縣人，民籍，明朝政治人物。

## 生平
萬曆十年（1582年）壬午科江西鄉試第八十七名，萬曆十一年（1583年）癸未科會試第二百三十一名，登三甲第二百一十六名進士。工部觀政，次年授福建漳州府推官，十三年充本省乡试同考官，十七年行取，选授南京河南道御史，十九年巡视下江，二十一年巡视上江，二十三年差印馬屯田，二十四年革职为民。

## 家族
曾祖聶珙，曾任山東按察司副使；祖父聶興方；父聶濟貞。母黃氏。具庆下。